# Копальня Атлас/Кампаспе
Копальня Атлас/Кампаспе (Atlas/Campaspe) — гірничодобувне підприємство на півдні Австралії.
Розробку родовищ титан-цирконієвої сировини Атлас та Кампаспе організувала група американської корпорації Tronox, якій було необхідно компенсувати вибуття з експлуатації копалень Гінгко та Снаппер. Запаси проєкту Атлас/Кампаспе оцінили у 107 млн тонн руди, що в середньому містить 6 % важких мінералів, з яких 60,7 % припадає на ільменіт, 11,5 % на рутил та лейкоксен і 12,7 % на циркон (крім того, ресурси оцінили у 27 млн тонн з середнім вмістом важких мінералів 2,5 %).
Розробку почали в 2022 році з покладу Атлас, який має малі запаси, але значно вищий вміст цільових елементів. У 2023-му копальню вивели на повну потужність і вона видала 3,8 млн тонн руди, при цьому випустили 398 тисяч тонн концентрату важких металів (також довелось перемістити 10,5 млн тонн розкривних порід). Того ж 2022-го виробили 172 тисячі тонн ільменіту, 62 тисячі тонн рутилу та лейкоксену і 26 тисяч тонн циркону.
Первісно планувалось, що Атлас буде віпрацьовано вже у 2025 році, проте за уточненим планом робіт з лютого 2024-го по січень 2027-го тут планується вилучити 8,25 млн тонн руди (що потребуватиме переміщення 38,5 млн тонн розкривних порід), що дасть можливість отримати 1,2 млн тонн концентрату важких мінералів.
Розробку Кампаспе планується почати в 2027 році по завершенні основних робіт на Атлас. Цей поклад має середню товщину розкривних порід 10 метрів при товщині продуктивного шару близько 12 метрів. Втім, він заглиблюється у північному напрямку (так що товщина розкривних порід досягає 25 метрів), тому первісний план передбачає відпрацювання лише двох третин довжини полоси титан-цирконієвих пісків.
Видобуток ведуть відкритим способом за допомогою важкої наземної техніки (можливо відзначити, що на згаданих вище Гінгко та Снаппер використовували земснаряди). Вилучену руду перетворюють на пульпу та перекачують на належну до копальні збагачувальну фабрику, яка й виробляє концентрат важких металів. Далі концентрат вивозять автотранспортом до залізничної станції Іванхоє, звідки доправляють на завод сепарації у Брокен-Гілл.